# Phoma idaei
Phoma idaei är en lavart som beskrevs av Oudem. 1901. Phoma idaei ingår i släktet Phoma, ordningen Pleosporales, klassen Dothideomycetes, divisionen sporsäcksvampar och riket svampar.   Inga underarter finns listade i Catalogue of Life.